# Heliciário
O heliciário é o lugar destinado à criação de animais do gênero dos moluscos gastrópodes a, onde também se inclui o caracol.